# Marc Spiegler
Marc Spiegler (* 1968) ist ein amerikanisch-französischer Kunstjournalist und Kolumnist, der von 2012 bis 2022 als globaler Direktor der Art Basel tätig war. In der Monopol-Top-100-Liste der einflussreichsten Persönlichkeiten des Kunstbetriebs erreichte er 2017 den fünften Platz.

## Leben
Von 1986 bis 1990 studierte Spiegler Politikwissenschaft in den Vereinigten Staaten am Haverford College. Von 1992 bis 1994 besuchte er die Medill School of Journalism an der Northwestern University und erwarb einen Master of Journalism.

## Karriere
Seit 1998 ist Spiegler freiberuflicher Kunstjournalist und Kolumnist. Er schreibt für Magazine und Zeitungen wie The Art Newspaper, Art+Auction, ARTnews, Neue Zürcher Zeitung und New York. Er war auch als Moderator und Panelist bei verschiedenen Symposien und Rundtischgesprächen tätig.
Spiegler arbeitete seit 2007 für Art Basel. Von 2012 bis 2022 war er dort als Global Director tätig. Art Basel gehört zur MCH Group, dessen Vorstandsmitglied Spiegler 2019 wurde.
Seit 2023 ist er Vorstandsmitglied bei Superblue.

## Auszeichnungen
In der Monopol-Top-100-Liste der einflussreichsten Persönlichkeiten des Kunstbetriebs erreichte er 2017 den fünften Platz.
In der Liste der Power 100 von ArtReview, welches die einflussreichsten Menschen eines Jahres in der Welt der zeitgenössischen Kunst auslobt, wurde er jährlich von 2013 bis 2019 gelistet. Von 2013 bis 2018 war er in den Top 25.